# Beaster
Beaster — мини-альбом американской рок-группы Sugar, выпущенный в 1993 году.

## Об альбоме
Песни для Beaster были записаны в то же время, что и для предыдущего альбома группы, однако они оказались более тяжелыми по звучанию, чем композиции с Copper Blue. Общая тема альбома построена на мрачных религиозных образах. Название «JC Auto» это сокращение от «Jesus Christ Autobiography» (рус. Автобиография Иисуса Христа). Название песни «The Judas Cradle» обозначенает устройство для пыток, предположительно, применявшегося Испанской инквизицией.
В 2012 году лейбл Rykodisc выпустил 3-дисковое переиздание Sugar, содержащее альбомы Beaster, Copper Blue, а также диск с концертными записями группы.

## Список композиций
Слова и музыка всех песен — Боб Моулд.
| №  | Название         | Длительность |
| -- | ---------------- | ------------ |
| 1. | «Come Around»    | 4:52         |
| 2. | «Tilted»         | 4:08         |
| 3. | «Judas Cradle»   | 6:15         |
| 4. | «JC Auto»        | 6:13         |
| 5. | «Feeling Better» | 6:22         |
| 6. | «Walking Away»   | 3:00         |

## Позиции в чартах
| Чарт              | Высшая позиция |
| ----------------- | -------------- |
| The Billboard 200 | 10             |
| UK Album Chart    | 3              |
| Top Heatseekers   | 4              |

| Год  | Сингл    | Чарт             | Высшая позиция |
| ---- | -------- | ---------------- | -------------- |
| 1993 | «Titled» | UK Singles Chart | 48             |

## Участники записи
- Боб Моулд — гитара, вокал, клавишные, перкуссия
- Дэвид Барб — бас-гитара
- Малколм Трэвис — ударные, перкуссия